# Montfleur
Montfleur település Franciaországban, Jura megyében. Lakosainak száma 164 fő (2022. január 1.). Montfleur Pouillat, Broissia, Nivigne et Suran, Val Suran, Aromas és Montlainsia községekkel határos.

## Népesség
A település népességének változása:
| Lakosok száma | 196  | 154  | 158  | 153  | 177  | 186  | 182  | 166  | 164  | 164  |
|               | 1968 | 1982 | 1990 | 2006 | 2013 | 2015 | 2017 | 2019 | 2020 | 2022 |